# Волочаевка (Ленинградская область)
Волочаевка (до 1948 года Сойттола, Кархула, фин. Soittola, Karhula) — посёлок в Рощинском городском поселении Выборгского района Ленинградской области.

## Название
12 июля 1947 года по постановлению общего собрания граждан деревне Сойттола, «исходя из географического расположения», было присвоено название Высокое, которое зимой 1948 года было заменено на Волочаевка. Причина выбора такого названия неизвестна. 
В 1948 году в ходе укрупнения хозяйства соседние деревни Сойттола, Кархула и Ханттула были объединены. Топоним Кархула происходит от антропонима. 
Переименование было закреплено указом Президиума ВС РСФСР от 13 января 1949 года.

## История
Деревня Сойттола появилась предположительно в XVII веке, после заключения в 1617 году Столбовского мира. В XVIII веке в деревне было только три дома — это крестьянские хозяйства Кантее, Мякеля и Палопоски. К 1930-м годам деревня насчитывала около двадцати домов. Жители деревни были мелкими земледельцами, занимались мелкой торговлей, возили, к примеру, вторсырье в Санкт-Петербург, где сдавали груз скупщикам. В деревне была своя народная школа.
В деревне Кархула крестьяне с фамилией Карху жили еще в XVI веке. Её жители занимались заготовками сена, которое возили продавать, в частности, в Сестрорецк. В предвоенные годы основным их занятием было картофелеводство.

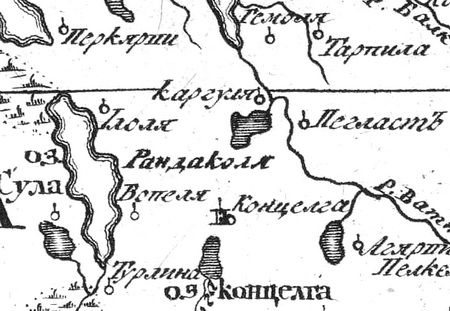
Деревня Кархула (Каргуля) на русской карте 1745 года

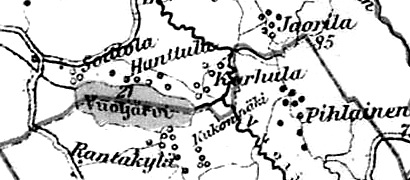
Деревни Сойттола, Ханттула и Кархула финской карте 1923 года

До 1939 года деревни Кархула и Сойттола входили в состав волости Муолаа Выборгской губернии Финляндской республики.
С 1 мая 1940 года по 30 сентября 1948 года — в составе Пихлайненского сельсовета Раутовского района.
С 1 августа 1941 года по 31 мая 1944 года финская оккупация.
С 1 октября 1948 года — в составе Макеевского сельсовета Сосновского района. В ходе укрупнения хозяйства соседние деревни Сойттола, Кархула и Ханттула были объединены.
С 1 января 1949 года деревни Кархула и Сойттола учитываются административными данными как деревня Волочаевка.
С 1 декабря 1960 года — в составе Коробицынского сельсовета Рощинского района.
В 1961 году деревня насчитывала 294 жителя.
С 1 февраля 1963 года — в составе Выборгского района.
С 1 августа 1963 года — в составе Правдинского сельсовета.
Согласно административным данным 1966 года посёлок Волочаевка вновь находился в составе Коробицынского сельсовета.
Согласно административным данным 1973 и 1990 годов посёлок Волочаевка находился в составе Цвелодубовского сельсовета.
В 1997 году в посёлке Волочаевка Цвелодубовской волости проживали 182 человека, в 2002 году — 197 человек (русские — 87 %).
В 2007 году в посёлке Волочаевка Рощинского ГП проживали 148 человек, в 2010 году — 338 человек.

## География
Посёлок расположен в юго-восточной части района на автодороге 41К-435 (подъезд к пос. Волочаевка) к югу от автодороги 41К-017 (Пески — Сосново — Подгорье).
Расстояние до административного центра поселения — 24 км.
Расстояние до ближайшей железнодорожной станции Рощино — 40 км. 
Посёлок находится на северном берегу Волочаевского озера.

## Демография
| 2007 | 2010 | 2017 | 2021 |
| ---- | ---- | ---- | ---- |
| 148  | ↗338 | ↗376 | ↗504 |

## Улицы
Верхняя Полевая, Волочаевский проезд, Высокая, Дачная, Дачный переулок, Заветный переулок, Заречная, дорога Красный Курган, Крестьянский проезд, Кузнечная, Лесничий переулок, Лесничный переулок, Лесной переулок, Луговая, Малиновский проезд, Мира, Нижняя Полевая, Новая, Новосёлов, Овражная, Овражный переулок, Овсяный переулок, Озерный переулок, Парниковая, Подгорье проезд, Пожарный проезд, Полевой переулок, Приозёрная, Рождественская, Садовая, Соловьиная, Сосновый переулок, Строительная, Терновый проезд, Цветной проезд.